# Louis III d'Oława
Louis III d'Oława, connu également comme de Lüben (polonais Ludwik III oławski ou lubiński; né avant  1405 – mort avant le 18 juin 1441), fut duc  Oława (allemand: Ohlau) à partir de 1419/1420 et duc de  Lubin (allemand Lüben) et de Chojnów (allemand: Haynau) de 1431 jusqu'à sa mort.

## Biographie
Louis est le 3e fils de Henri IX, duc de Lubin et de son épouse  Anne, fille de Przemysław Ier Noszak, duc de Cieszyn.
Après la mort de son père en 1419/1420, Louis III lui succède dans les duchés d'Oława et Niemcza conjointement avec le puiné de la fratrie Venceslas III comme corégent. À la mort de Venceslas III en 1423 sans héritier il demeure seul souverain des duchés.
En 1431, après la mort de son frère ainé Robert/Rupert II qui comme Venceslas III, ne s'est jamais marié et n'a pas d'enfant, Louis III hérite des duchés de Lubin et de Chojnów.
Avant de mourir en 1436, son oncle et homonyme Louis II de Brzeg, dont il est le seul héritier male, le déshérite « de facto » de Legnica et Brzeg en constituant un douaire de l'ensemble de ses possessions en faveur de son épouse Elisabeth de Brandebourg. Louis III meurt en 1441 et ses deux fils héritent conjointement de ses domaines et prétentions sur Legnica-Brzeg.

## Union et postérité
En 1423, Louis III épouse Marguerite d'Opole (née vers 1412/14 –  15 janvier 1454), fille du duc 
Bolko IV d'Opole. Ils ont deux fils:
- Jean Ier
- Henri X

## Article lié
- Duché de Silésie

## Sources
- (en) Cet article est partiellement ou en totalité issu de l’article de Wikipédia en anglais intitulé « Ludwik III of Oława » (voir la liste des auteurs), édition du 2 juillet 2014.
- (en) & (de) Peter Truhart, Regents of Nations, K. G Saur Münich, 1984-1988 (ISBN 359810491X), Art. « Liegnitz (Pol. Legnica) + Goldberg », p.  2451-2452 & « Brieg (Pol. Brzeg » p. 2448-2449
- (de) Europäische Stammtafeln Vittorio Klostermann, Gmbh, Francfort-sur-le-Main, 2004  (ISBN 3465032926),  Die Herzoge von Schlesien, in Liegnitz 1352-1596, und in Brieg 1532-1586 des Stammes der Piasten  Volume III Tafel 10.